# Mindre bärnstenssnäcka
Mindre bärnstenssnäcka (Oxyloma elegans) är en snäckart som först beskrevs av Risso 1826.  Mindre bärnstenssnäcka ingår i släktet Oxyloma, och familjen bärnstenssnäckor. Arten är reproducerande i Sverige.

## Bildgalleri

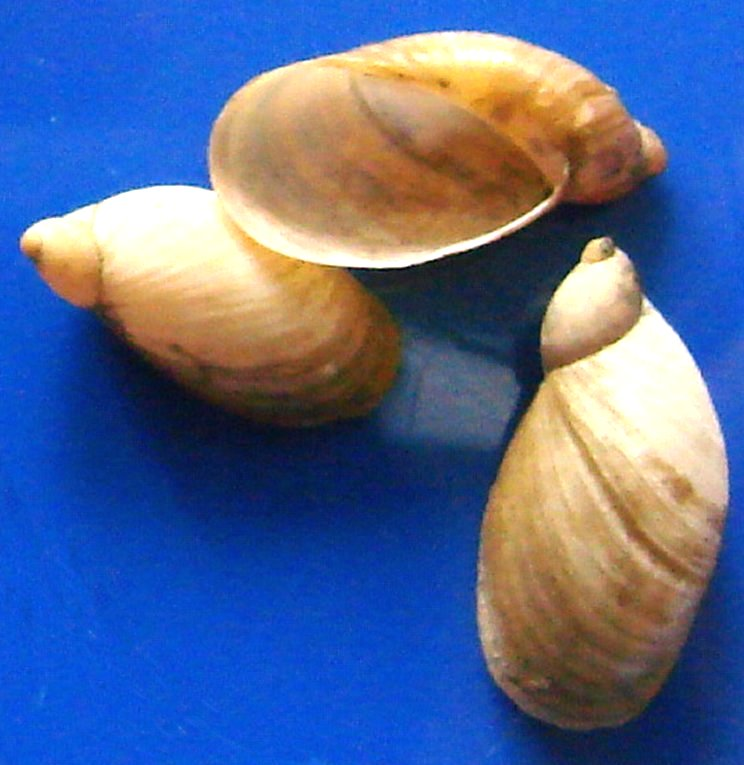